# Оптичний привод
Оптичний привод або оптичний накопичувач  — електричний пристрій для зчитування і (залежно від конструкції) запису інформації з оптичних носіїв (наприклад, CD-ROM або DVD-ROM).
Оптичні приводи розрізняються за підтримуваними форматами лазерних дисків, а також можливістю запису на оптичний диск.
Так, CD-дисководи підтримують лише формати CD, DVD-дисководи підтримують CD і DVD, а BD-дисководи підтримують формати CD, DVD та BD. З іншого боку зчитувальні приводи (ROM) дозволяють лише зчитувати інформацію, записувальні приводи (recordable) дозволяють зчитувати та записувати відповідні формати дисків, а перезаписувальні (rewritable) — зчитувати, записувати та перезаписувати.
Крім того приводи розрізняють за швидкістю зчитування та запису даних. При цьому за точку відліку (1х) береться швидкість зчитування звукового компакт-диску, що дорівнює 150 кбайт/с. Таким чином 2х — це 300 кБ/с, 4х — 600 кБ/с і т. д. Сучасні пристрої дозволяють зчитувати і записувати CD на швидкостях до 52х, одношарові DVD до 16х, швидкість перезапису дещо менша (до 32х для CD-RW та 4х для DVD-RW).
Нижче представлено таблицю сумісності різних типів оптичних приводів та оптичних дисків
|                          | CD-ROM     | CD-R      | CD-RW     | DVD-ROM | DVD-R     | DVD+R     | DVD-RW    | DVD+RW    | DVD+R DL  | BD-ROM | BD-R  | BD-RE |
| ------------------------ | ---------- | --------- | --------- | ------- | --------- | --------- | --------- | --------- | --------- | ------ | ----- | ----- |
| Audio CD player          | Читає      | Читає [1] | Читає [2] | -       | -         | -         | -         | -         | -         | -      | -     | -     |
| CD-ROM drive             | Читає      | Читає [1] | Читає [2] | -       | -         | -         | -         | -         | -         | -      | -     | -     |
| CD-R recorder            | Читає      | Пише      | Читає     | -       | -         | -         | -         | -         | -         | -      | -     | -     |
| CD-RW recorder           | Читає      | Пише      | Пише      | -       | -         | -         | -         | -         | -         | -      | -     | -     |
| DVD-ROM drive            | Читає      | Читає [3] | Читає [3] | Читає   | Читає [4] | Читає [4] | Читає [4] | Читає [4] | Читає [5] | -      | -     | -     |
| DVD-R recorder           | Читає      | Пише      | Пише      | Читає   | Пише      | Читає [6] | Читає [7] | Читає [6] | Читає [5] | -      | -     | -     |
| DVD-RW recorder          | Читає      | Пише      | Пише      | Читає   | Пише      | Читає [7] | Пише [8]  | Читає [6] | Читає [5] | -      | -     | -     |
| DVD+R recorder           | Читає      | Пише      | Пише      | Читає   | Читає [6] | Пише      | Читає [6] | Читає [9] | Читає [5] | -      | -     | -     |
| DVD+RW recorder          | Читає      | Пише      | Пише      | Читає   | Читає [6] | Пише      | Читає [6] | Пише      | Читає [5] | -      | -     | -     |
| DVD±RW recorder          | Читає      | Пише      | Пише      | Читає   | Пише      | Пише      | Пише      | Пише      | Читає [5] | -      | -     | -     |
| DVD±RW/DVD+R DL recorder | Читає      | Пише      | Пише      | Читає   | Пише [10] | Пише      | Пише [10] | Пише      | Пише      | -      | -     | -     |
| BD-ROM                   | Читає      | Читає     | Читає     | Читає   | Читає     | Читає     | Читає     | Читає     | Читає     | Читає  | Читає | Читає |
| BD-R recorder            | Читає [11] | Пише [11] | Пише [11] | Читає   | Пише      | Пише      | Пише      | Пише      | Пише      | Читає  | Пише  | Читає |
| BD-RE recorder           | Читає [11] | Пише [11] | Пише [11] | Читає   | Пише      | Пише      | Пише      | Пише      | Пише      | Читає  | Пише  | Пише  |

- 1. ^  Деякі типи CD-R може не підтримувати.
- 2. ^  Може не працювати на не MultiRead-сумісних приводах.
- 3. ^  Може не працювати з ранніми моделями DVD-ROM приводів.
- 4. ^  A large-scale compatibility test conducted by cdrinfo.com in July 2003 found DVD-R discs playable by 96.74 %, DVD+R by 87.32 %, DVD-RW by 87.68 % and DVD+RW by 86.96 % of consumer DVD players and DVD-ROM drives.
- 5. ^  Можливість читання DVD приводів залежить від виробника використовуваного DVD+R DL.
- 6. ^  Need information on read compatibility.
- 7. ^  Можуть не працювати на не DVD Multi-сумісних приводах.
- 8. ^  Recorder firmware may blacklist or otherwise refuse to record to some brands of DVD-RW media.
- 9. ^  Need information on read compatibility.
- 10. ^  На квітень 2005, всі DVD+R DL приводи на ринках Super Multi-сумісні.
- 11. ^  На жовтень 2006, BD drives можуть підтримувати запис і читання CD.